# Etsha 1
Etsha 1 is een dorp in het district North-West in Botswana. De plaats telt 965 inwoners (2011).